# 鲁斯塔姆·卡利穆林
鲁斯塔姆·加利乌洛维奇·卡利穆林 (俄语：Рустам Галиуллович Калимуллин，羅馬化：Rustam Galiullovich Kalimullin，羅馬化：Röstäm Galiulla ulı Kälimullin，1958年1月2日）俄罗斯政治人物，第8届国家杜马代表。在1996年，卡利穆林被授予农业科学副博士学位。
1992年至1999年，卡利穆林担任秋利亚奇区区长。随后，他担任鞑靼斯坦共和国消费者协会联盟理事会主席（1999-2002年）和鞑靼斯坦共和国第二届国务委员会代表（2002-2004年）。2002年，他被任命为马马德什区行政长官，2006年成为市政府负责人。 2010年至2021年，他担任维索卡亚戈拉区区长。 2021年9月起担任第八届国家杜马代表。他是国家杜马体育委员会成员。

## 制裁
他是美国财政部于2022年3月24日因2022年俄乌战争而受到制裁的国家杜马成员之一。出于同样的原因，他也招到英国和加拿大政府的制裁。

## 荣誉
- 祖国功勋勋章